# Bird Box Barcellona
Bird Box Barcellona (Bird Box: Barcelona) è un film del 2023 scritto e diretto da David Pastor e Àlex Pastor.
Si tratta dello spin-off del film del 2018 Bird Box ed è ambientato a Barcellona.

## Trama
Il mondo è afflitto da entità misteriose che manipolano le emozioni negative delle persone, trasformando alcune in "veggenti" ma portando la maggior parte delle persone a morire per suicidio una volta che hanno visto un'entità. Un metodo di prevenzione comune è indossare una benda sugli occhi all'aperto. A Barcellona, in Spagna, Sebastián e sua figlia Anna viaggiano insieme. Un giorno Sebastián incontra un gruppo di sopravvissuti e afferma di conoscere la posizione dei generatori in grado di fornire luce e riscaldamento. Sebastián si unisce agli altri nel loro rifugio all'interno di un hangar per autobus. La mattina dopo, con tutti addormentati all'interno di un autobus, Sebastián lo guida fuori e si schianta. Tutti sono lasciati senza bende; Sebastián porta lentamente ognuno di loro ad aprire gli occhi e, dopo aver assistito alle entità, muoiono suicidi. Sebastián si rivela essere un veggente, e quindi non ne è influenzato. Anna si congratula con Sebastián per aver "salvato" il popolo, esortandolo a trovare altre "pecore smarrite".
Nove mesi prima, l'arrivo delle entità aveva spinto le persone a fuggire. Sebastián recuperò Anna ma perse la moglie in un incidente d'auto. Trovarono rifugio in una chiesa e incontrarono Padre Esteban, un pastore che sosteneva che le entità sono angeli e che l'umanità dovrebbe essere liberata dalla sofferenza abbracciando la morte. Sebastián e Anna cercarono di nascondersi, ma un giorno un gruppo di veggenti guidati da Padre Esteban scoprì il loro nascondiglio e li catturò. Costrinse Anna ad aprire gli occhi, uccidendola. Sebastián affrontò allora le entità, ma invece della morte vide l'apparizione di Anna, che da allora lo ha accompagnato. Anna gli dice che potrà raggiungere la sua famiglia ìn paradiso quando avrà "salvato" abbastanza persone sulla Terra.
Sebastián incontra un altro gruppo guidato da Rafa, che ha due cani. Altri membri del gruppo includono Octavio, un fattorino messicano laureato in fisica; Roberto e Isabel, una coppia; Claire, una psichiatra inglese; e Sofia, una bambina tedesca separata dalla madre. Octavio teorizza che le entità siano esseri quantici che percepiscono la paura e il dolore degli esseri umani. Sofia condivide informazioni sul Castello di Montjuïc, ritenuto un rifugio sicuro che può essere raggiunto con la funicolare di Montjuïc. Il gruppo intraprende una ricerca per raggiungere il Castello.
Rafa muore subito dopo che Sebastián ha sabotato i guinzagli dei cani e il resto del gruppo si rifugia nell'androne di un palazzo. Qui Sebastián conduce Octavio alla morte, ma inizia a dubitare della veridicità dell'apparizione di Anna. Anche Roberto e Isabel perdono la vita. A questo punto Claire sospetta che Sebastián sia un veggente e tenta di fuggire con Sofia da lui. Sebastián, che aveva iniziato a resistere all'influenza di Anna e a capire di essersi fatto condizionare dal suo lutto, giura che proteggerà Claire e Sofia. Nel frattempo, Padre Esteban e i suoi seguaci trovano il trio. Dopo un lungo inseguimento Sebastián aiuta Claire e Sofia a raggiungere la cabinovia, poi combatte duramente contro Padre Esteban e rimangono uccisi a vicenda; Sebastián muore sorridendo avendo finalmente trovato serenità. Claire e Sofia entrano dopo molte difficoltà a Montjuïc, convertito in un campo militare segreto, dove Sofia si riunisce con sua madre. Claire si sottopone a esami del sangue da parte di scienziati militari che stanno cercando di sviluppare un anticorpo in grado di fornire immunità contro l'influenza delle entità.

## Distribuzione
Il film è stato distribuito sulla piattaforma Netflix a partire dal 14 luglio 2023.